# Scrophularia ruprechtii
Scrophularia ruprechtii är en flenörtsväxtart som beskrevs av Pierre Edmond Boissier. Scrophularia ruprechtii ingår i släktet flenörter, och familjen flenörtsväxter. Inga underarter finns listade i Catalogue of Life.